# د. د. كونواي
د. د. كونواي (بالإنجليزية: D. D. Conway)‏ هو محامي وسياسي أمريكي، ولد في 3 مايو 1868، وتوفي في 15 ديسمبر 1926. حزبياً، نشط في الحزب الديمقراطي. وقد انتخب عضو جمعية ولاية ويسكونسن.